# Bixa urucurana
Bixa urucurana là một loài thực vật có hoa trong họ Bixaceae. Loài này được Willd. mô tả khoa học đầu tiên năm 1809.